# Hanna Ochota
Hanna Rusłaniwna Ochota (ukr. Ганна Русланівна Охота; ur. 25 lutego 1996 w Komsomolsku) – ukraińska bokserka, srebrna medalistka mistrzostw świata i dwukrotna brązowa medalistka mistrzostw Europy. Występowała w kategoriach od 48 do 51 kg.

## Kariera
W 2018 roku zdobyła brązowy medal na mistrzostwach Europy w Sofii w kategorii do 48 kg. W pierwszej rundzie pokonała Finkę Satu Lehtonen 5:0. W ćwierćfinale wygrała z Demie-Jade Resztan z Anglii 3:2. Medal zapewniła sobie po porażce 1:4 w półfinale z Rosjanką Jekatieriną Palcewą. W listopadzie podczas mistrzostw świata w Nowym Delhi zdobyła srebrny medal, przegrywając w finale z Mary Kom z Indii. Wcześniej w ćwierćfinale wygrała z Turczynką Ayşe Çağırır, a w półfinale okazała się lepsza od Madoki Wady z Japonii.
W sierpniu następnego roku powtórzyła sukces sprzed roku, zdobywając brązowy medal mistrzostw Europy w Alcobendas. W półfinale przegrała niejednogłośnie na punkty z reprezentantką Anglii Demie-Jade Resztan.